# Ismaïl Sghyr
Ismaïl Sghyr arab. اسماعيل صغير (ur. 16 marca 1972 w Douar Ait Chaib) – marokański lekkoatleta, który od 2001 reprezentował Francję, długodystansowiec, medalista halowych mistrzostw świata i mistrzostw Europy.
Na mistrzostwach świata w 1995 w Göteborgu zajął 4. miejsce w biegu na 5000 metrów. Wystąpił na tym samym dystansie na igrzyskach olimpijskich w 1996 w Atlancie, gdzie zajął 11. miejsce w finale.
Zdobył brązowy medal w biegu na 3000 metrów na halowych mistrzostwach świata w 1997 w Paryżu. Na mistrzostwach świata w 1997 w Atenach zajął ponownie 4. miejsce w biegu na 5000 metrów. Na kolejnych mistrzostwach świata w 1999 w Sewilli wystartował w biegu na 10 000 metrów, w którym zajął 15. miejsce.
Sghyr był również zwycięzcą biegu na 10 000 metrów na igrzyskach śródziemnomorskich w 1997 w Bari oraz zdobywcą srebrnych medali w drużynie na mistrzostwach świata w biegach przełajowych w 1996 i w 1997. Indywidualnie w obu biegach był ósmy.
Jako reprezentant Francji Sghyr zajął 5. miejsce w biegu na 5000 metrów na mistrzostwach świata w 2001 w Edmonton. Zdobył srebrny medal na tym dystansie na mistrzostwach Europy w 2002 w Monachium. Trzeci zawodnik pucharu świata w biegu na 5000 metrów (2002). Na mistrzostwach świata w 2003 w Saint-Denis zajął 10. miejsce w biegu na 10 000 metrów. Wystąpił w tej konkurencji na igrzyskach olimpijskich w 2004 w Atenach, zajmując 8. miejsce. Na mistrzostwach świata w 2005 w Helsinkach zajął 55. miejsce w biegu maratońskim. Reprezentant Francji w pucharze Europy w lekkoatletyce oraz pucharze Europy w biegu na 10 000 metrów.
Rekordy życiowe Ismaïla Sghyra:
- bieg na 1500 metrów – 3:36,20 (21 czerwca 1995, Talence)
- bieg na 2000 metrów – 4:52,88 (12 lipca 1995, Nicea)
- bieg na 3000 metrów – 7:30,09 (25 lipca 1995, Monako)
- bieg na 2 mile – 8:11,73 (6 lipca 1996, Hechtel)
- bieg na 5000 metrów – 12:48,83 (28 lipca 2000, Oslo)
- bieg na 10 000 metrów – 27:12,39 (30 lipca 1999, Sztokholm)
- półmaraton – 1:01:39 (26 września 2004, Newcastle–South Shields)
- maraton – 2:11:27 (19 października 2003, Amsterdam)